# Маркери (рагби 13)
У рагбију 13, маркери су одбранбени играчи који су обично извршили обарање и који устају са обореног нападача и у истој линији са обореним играчем стају лицем окренути ка њему један иза другог чекајући да изведе лопту, кад могу да почну да се крећу.